# Elophila rivulalis
Elophila rivulalis ist ein Schmetterling aus der Familie der Crambidae.

## Merkmale
Die Falter erreichen eine Flügelspannweite von 20 bis 25 Millimeter. Körper und Flügel sind weiß und haben eine ähnliche Zeichnung wie Elophila nymphaeata. Die Zeichnung hat eine mehr graubraune Tönung und ist im Vergleich zur ähnlichen Art stark reduziert. Ein relativ zuverlässiges Unterscheidungsmerkmal ist der vergleichsweise kleine diskozellulare Fleck auf dem Hinterflügel. Dieser ist normalerweise innen weiß gefüllt und von der distalen Linie deutlich getrennt. Der Submarginalbereich beider Flügelpaare ist sehr fahl, fahlgrau getönt und innen von grauen Flecken eingefasst. Die Fransenschuppen sind leicht gesprenkelt. Die Ader R2 entspringt gesondert an der Diskoidalzelle des Vorderflügels. Distal verschmilzt sie auf einem kurzen Abschnitt mit der Ader R3+4 und trennt sich dann in Richtung des Flügelrandes wieder von ihr.
Die Genitalarmatur der Männchen ähnelt der von Elophila nymphaeata und Elophila feili, am Costalrand der Valven befindet sich wie bei Elophila bourgognei aber nur eine stark sklerotisierte Borste. Der Uncus ist stumpf, der Gnathos ist etwas kürzer als bei den beiden ähnlichen Arten. Der Phallus ist mit zwei langen Cornuti und einer endständigen, sklerotisierten Platte mit drei Zähnen versehen. Bei Elophila bourgognei ist dagegen nur ein langer Cornutus ausgebildet.
Bei den Weibchen ist die Legeröhre relativ kurz und kräftig und besitzt basal leicht geweitete Apophysen. Der Ductus bursae ist extrem kurz und stark sklerotisiert. Er weitet sich in Richtung des Ostiums. Der Ductus seminalis entspringt im oberen Teil des Corpus bursae. Ein Signum ist nicht ausgebildet.

### Ähnliche Arten
Die ähnliche Art Elophila nymphaea ist durchschnittlich etwas größer als E. rivulalis.

## Verbreitung
Elophila rivulalis ist in Europa von den Niederlanden bis Sizilien und von Frankreich bis Polen verbreitet. Daneben kommt die Art in Kroatien, Griechenland und auf Korsika und Sardinien vor.

## Biologie
Die Falter fliegen am späten Nachmittag an den Ufern von Bächen, die Kopulation wurde von Klimesch gegen 18:00 Uhr Abends beobachtet. In Italien reichte die Flugzeit von Juni bis September. In älterer Literatur sind Falterfunde auch schon ab April dokumentiert, was ein Hinweis sein könnte, dass die Art zwei Generationen pro Jahr bildet. An geeigneten Lokalitäten können vermutlich auch mehr als zwei Generationen entstehen. Die Art ist sehr selten. Dies muss auch früher schon der Fall gewesen sein, da immer nur einzelne Exemplare gefangen wurden. Die Präimaginalstadien sind unbekannt. Es wird vermutet, dass die Raupen aquatisch leben.

## Systematik
Es sind folgende Synonyme bekannt:
- Hydrocampa rivulalis Duponchel, 1833
- Nymphula rivularis Hannemann, in Illies 1967 Falschschreibung

## Belege
1. 1 2 3 4 5 6 7  Barry Goater, Matthias Nuss, Wolfgang Speidel: Pyraloidea I (Crambidae, Acentropinae, Evergestinae, Heliothelinae, Schoenobiinae, Scopariinae). In: P. Huemer, O. Karsholt, L. Lyneborg (Hrsg.): Microlepidoptera of Europe. 1. Auflage. Band 4. Apollo Books, Stenstrup 2005, ISBN 87-88757-33-1, S. 46 (englisch).
2. ↑  Elophila rivulalis bei Fauna Europaea. Abgerufen am 10. Oktober 2012